# Йохан II фон Монфор-Ротенфелс-Васербург
Йохан II фон Монфор-Ротенфелс-Васербург (на немски: Johann II Graf von Montfort-Rothenfels-Wasserburg; Johann von Montfort-Tettnang; † 1547/1548, Нойфра, днес част от Ридлинген) е граф на Монфор-Ротенфелс-Васербург в Баден-Вюртемберг.

## Произход
Той е от влиятелния и богат швабски род Монфор/Монтфорт, странична линия на пфалцграфовете на Тюбинген.
Йохан II е най-големият син на граф Хуго XV/XII фон Монфор-Ротенфелс-Васербург († 1519) и съпругата му Анна Сибила фон Цвайбрюкен-Лихтенберг († 1531), дъщеря на граф Симон VII Векер фон Цвайбрюкен-Бич († 1499) и Елизабет фон Лихтенберг († 1495). Брат е на граф Хуго XVI (XIV) фон Монфор-Ротенфелс-Васербург († 1564) и на граф Волфганг I фон Монфор-Ротенфелс-Васербург († 1541), дворцов съветник, австрийски щатхалтер (ок. 1489 – 1540).

## Фамилия
Йохан II се жени ок. 1522 г. за Йохана фон дер Марк (* 25 ноември 1494; † сл. 12 февруари 1565, Шпайер), вдовица на Клод де Бонард († 1521), дъщеря на граф Еберхард III фон Марк-Аренберг († 1496) и Елеонора фон Кирхберг († 1517), дъщеря на граф Еберхард VII фон Кирхберг († 1472) и Кунигунда фон Вертхайм († 1481). Те имат един син:
- Георг II фон Монфор

Йохан II има от друга връзка трима сина:
- Якоб Монтфортер
- Хуго (Хауг) фон Монфор († сл. 1547)
- Ханс Бастард фон Монфор († сл. 1548)